# Papalitatea bizantină

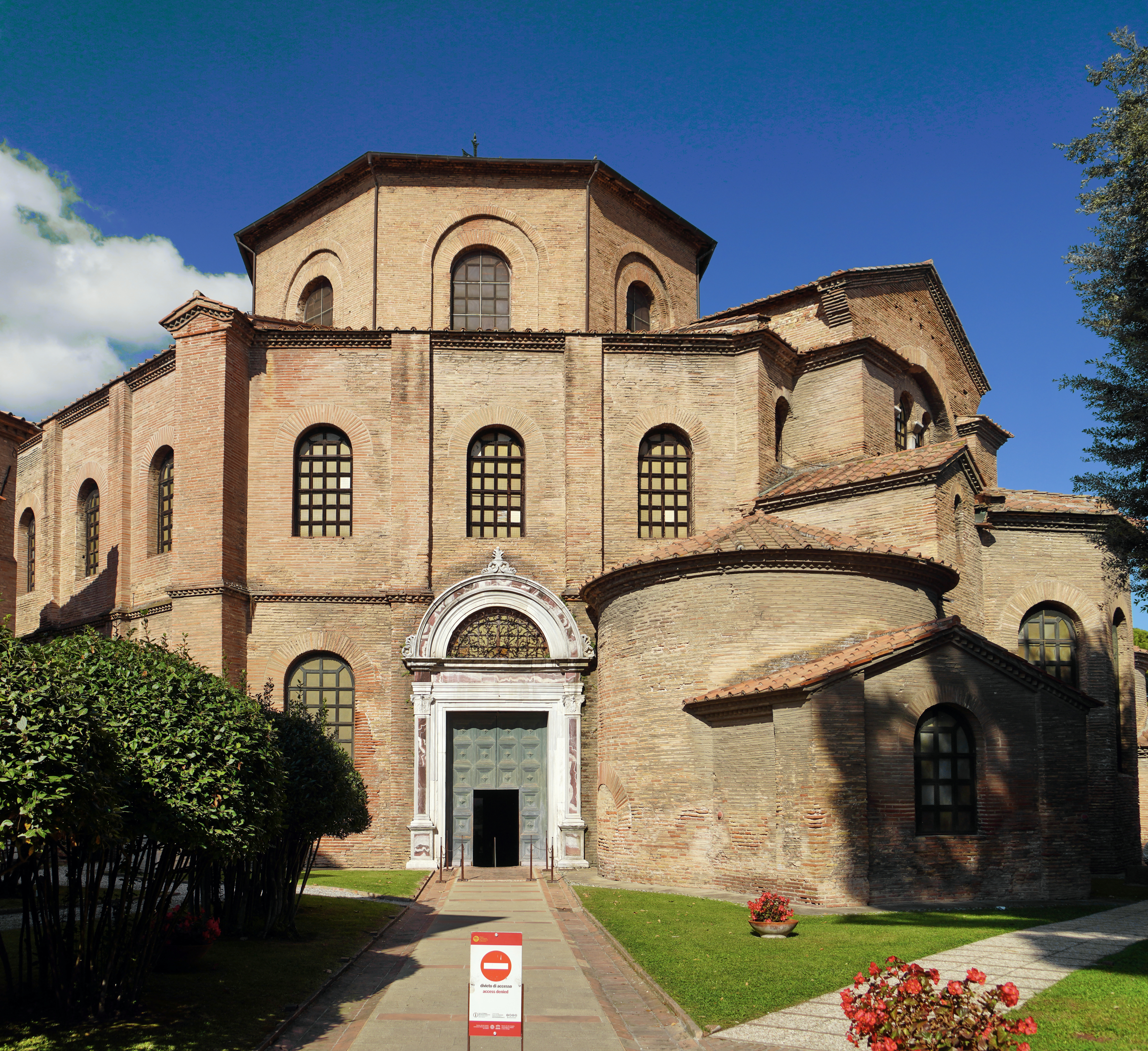
Bazilica San Vitale din Ravenna combină elementele occidentale cu cele bizantine.

Papalitatea bizantină a fost o perioadă de dominație bizantină asupra papalității în perioada 537 - 752, atunci când papii aveau nevoie de aprobarea împăratului bizantin pentru consacrare episcopală, și mulți papi au fost aleși din apocrisiarii (relațiile Papei la împărat) sau dintre locuitori bizantini din Grecia, Siria sau Sicilia.
Iustinian I a cucerit peninsula italică în urma Războiului Gotic (535 - 554) și a numit următorii trei papi, o practică care a fost continuată de către succesorii săi, iar mai târziu papii erau delegați din Exarhatul de Ravenna.

Peninsula Italică. Exarhatul de Ravenna cu portocaliu.